# Jörg Ohm

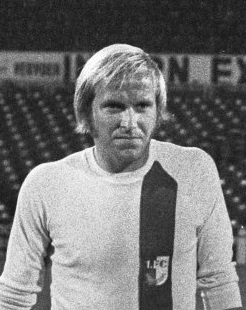
Jörg Ohm 1973

Jörg Ohm (* 14. März 1944 in Haldensleben; † 22. Mai 2020) war ein deutscher Fußballspieler in der DDR-Oberliga für Chemie Leipzig und den 1. FC Magdeburg. Der etatmäßige Abwehrspieler wurde zwischen 1964 und 1975 viermal DDR-Meister.

## Sportliche Laufbahn
Erste Station von Jörg Ohm auf dem wechselvollen und erfolgreichen Weg durch den DDR-Fußball war die Betriebssportgemeinschaft Lokomotive in der damaligen Kreisstadt Haldensleben, nördlich von Magdeburg. Dort durchlief er die Nachwuchsmannschaften, bis er 1962 von der zentralen Sportvereinigung Lokomotive zu deren Schwerpunktklub SC Lokomotive Leipzig delegiert wurde. Dies geschah aufgrund der Tatsache, dass sich Ohm mit seinen guten Leistungen in Haldensleben für die Junioren-Nationalmannschaft empfohlen und dort im Frühjahr 1962 vier Spiele absolviert hatte.
1963 gehörte der 1,79 m große Ohm zum Kreis der Spieler, der im Zuge der Neuordnung des Leipziger Fußballs der BSG Chemie Leipzig zugewiesen wurde, dem so genannten „Rest von Leipzig“. Die vermeintlichen Spitzenfußballer waren in dem künftig besonders geförderten SC Leipzig vereinigt worden. Überraschend wurde jedoch ein Jahr später Chemie Leipzig DDR-Fußballmeister, Ohm hatte in dieser Saison vier Punktspiele bestritten und damit seinen ersten Titel gewonnen. Er blieb bis 1968 bei der BSG Chemie, für die er insgesamt in 33 Oberligapunktspielen eingesetzt wurde. In diese Zeit fiel auch noch der Pokalsieg von Chemie Leipzig im Jahr 1966, allerdings stand Ohm nicht in der Endspielmannschaft.
Mit Beginn der Fußballsaison 1968/69 stand Ohm in den Reihen der Oberligamannschaft des 1. FC Magdeburg. Am Ende dieser Spielzeit gewannen die Magdeburger den DDR-Fußballpokal, und diesmal stand Ohm in der Siegerelf. Mit zwei Toren war er sogar maßgeblich am 4:0-Sieg über den FC Karl-Marx-Stadt beteiligt. Diesem zweiten Titel in Ohms Karriere folgten ab 1972 drei weitere erfolgreiche Spielzeiten. Er stand jeweils in den Meisteraufgeboten des 1. FC Magdeburg 1971/72 (7 Punktspiele), 1973/74 (3) und 1974/75 (3). Am Pokalsieg der Magdeburger 1973 war Ohm ebenso wenig beteiligt wie am grandiosen Sieg im Europapokal der Pokalsieger 1974. In dieser erfolgreichen internationalen Pokalrunde hatte Ohm lediglich ein Spiel in der 1. Runde absolviert. Das Jahr 1974 war auch der Endpunkt in Ohms Oberligalaufbahn. In den sechs Magdeburger Jahren hatte er 78 Oberligaspiele absolviert und damit seine Gesamtbilanz auf 111 Erstligaeinsätze komplettiert. Bis 1976 spielte er noch für die 2. Mannschaft des FCM, danach beendete Ohm, der auch als Maschinenbau-Ingenieur ausgebildet worden war, endgültig seine Karriere als aktiver Fußballspieler. Am 10. September 1976 wurde er vor dem Oberligaspiel FCM – Hansa Rostock als FCM-Spieler verabschiedet.
- Fußballerlaufbahn in Zahlen:
  - 111 Oberligaspiele insgesamt
  - 33 Oberligaeinsätze für Chemie Leipzig
  - 78 Oberligaeinsätze für den 1. FC Magdeburg
  - 5 Europapokalspiele für den 1. FC Magdeburg
  - 4 Spiele mit der DDR-Juniorennationalmannschaft
  - Europapokalsieger der Pokalsieger 1974 (ohne Finaleinsatz)
  - DDR-Fußballmeister 1964, 1972, 1974, 1975
  - FDGB-Pokalsieger 1966, 1969, 1973 (nur 1969 mit Finaleinsatz)

Unmittelbar nach seiner Zeit als Fußballspieler wandte sich Ohm der Trainertätigkeit zu. Im Sommer 1976 übernahm er den Zweitligisten Stahl Blankenburg, den er als Vorjahresneunten anschließend viermal auf den 2. Platz und einmal auf den dritten Rang in der DDR-Liga-Staffel C führte. Von 1981 bis 1983 trainierte Ohm für zwei Spielzeiten den DDR-Ligisten Lok Stendal, der jedoch unter seiner Leitung 1983 in die Bezirksliga absteigen musste. In der Saison 1983/84 war Ohm Trainer bei Chemie Ilmenau, war aber auch dort mit Platz 9 wenig erfolgreich. Weitere Trainerstationen bei höherklassigen Mannschaften sind nicht bekannt. Ohm ließ sich später wieder in seiner Heimatstadt Haldensleben nieder und engagierte sich beim nicht weit entfernten 1. FC Lok Stendal, wo er bis 2006 Vorstandsmitglied war. In gleicher Eigenschaft wirkte er auch im Kreisfachverband Fußball Altmark-Ost mit.